# EDreams
eDreams és una empresa de viatges amb seu a Barcelona. El dia 8 d'abril de 2014 l'empresa, amb el nom d'eDreams Odigeo, va sortir a borsa espanyola, estrenant-se al migdia amb una cotització de 10,25 euros per acció. L'empresa estava valorada en uns 1.500 milions d'euros, incloent-hi 390 milions de deute a març de 2014. El 10 d'octubre de 2017 va decidir traslladar la seva seu social a Madrid, en el marc de la fuita de seus socials de Catalunya de 2017.